# Castellazzo Bormida
Castellazzo Bormida (piemontesisch ël Castlass an Bormia) ist eine Gemeinde mit  in der italienischen Provinz Alessandria (AL), Region Piemont.

## Lage und Einwohner
Die Gemeinde Castellazzo Bormida liegt rund 10 km südwestlich von der Provinzhauptstadt Alessandria auf einer Höhe von 104 m über dem Meeresspiegel zwischen der Bormida und der Autostrada A26. Zur Gemeinde gehört die Fraktion Fontanass. Das Gemeindegebiet umfasst eine Fläche von 45,19 km² und hat 4441 (Stand 31. Dezember 2023) Einwohner.
Die Nachbargemeinden sind Alessandria, Borgoratto Alessandrino, Casal Cermelli, Castelspina, Frascaro, Frugarolo, Gamalero, Oviglio und Predosa. 

## Geschichte

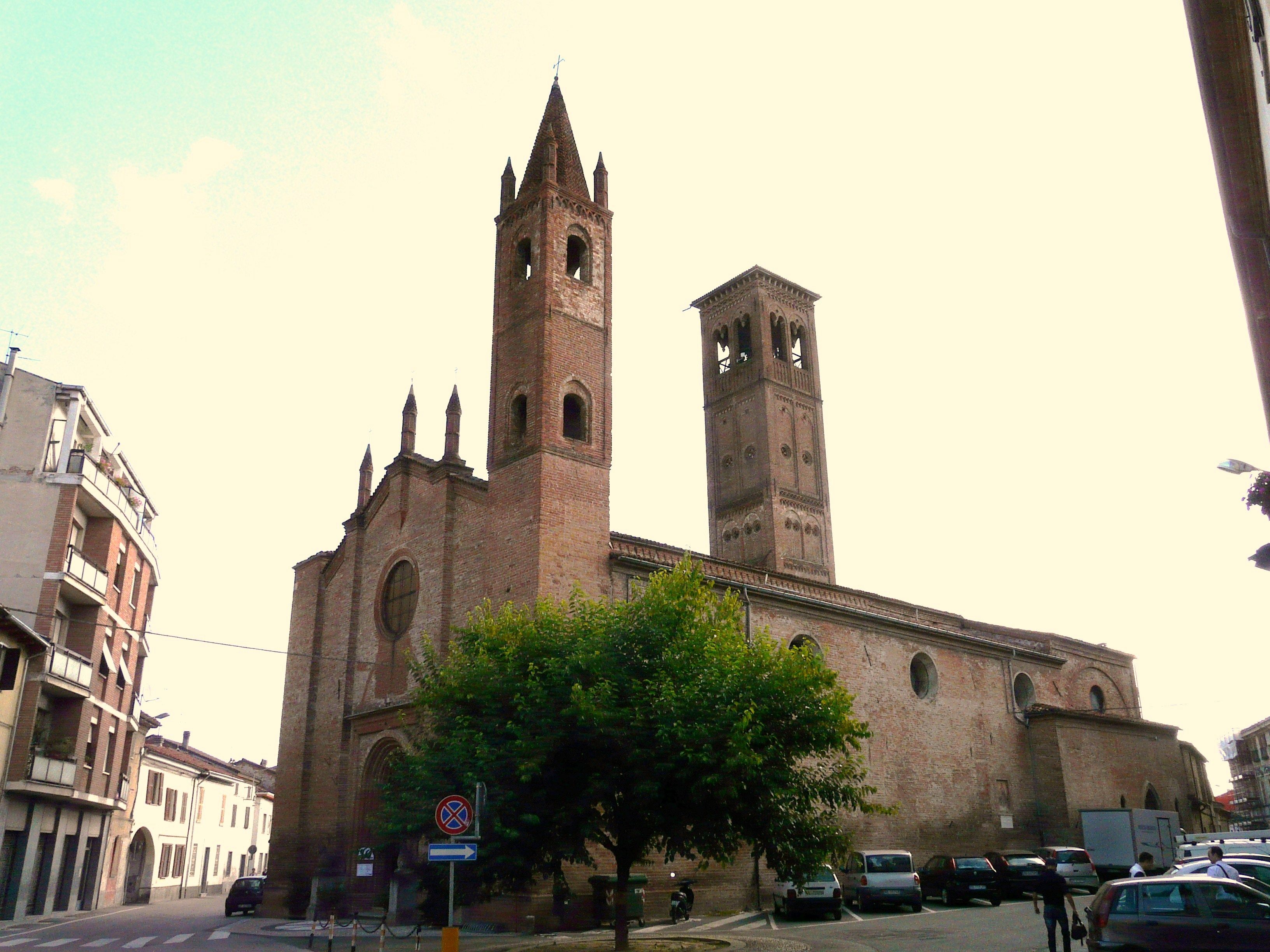
Kirche San Martino

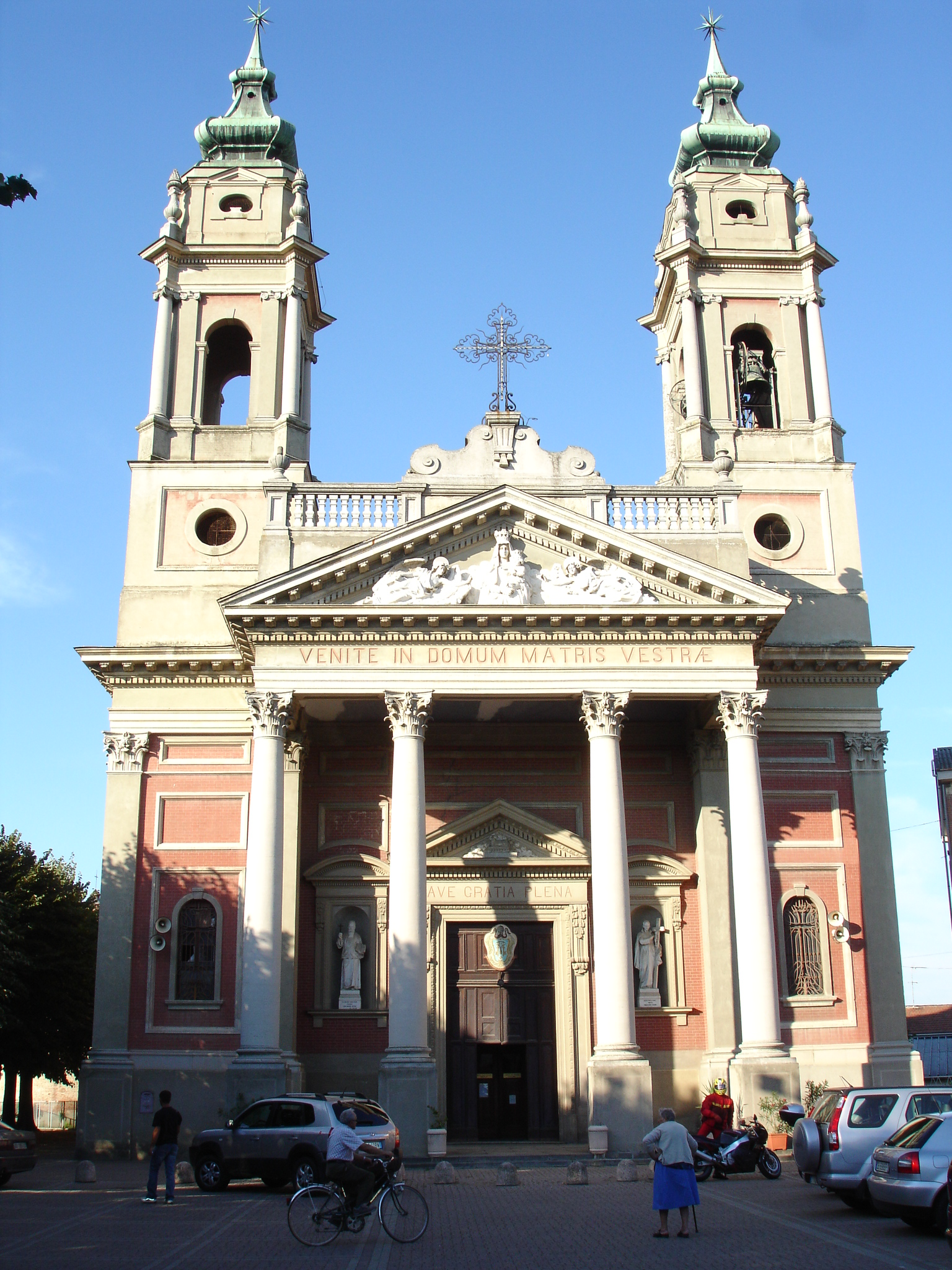
Das Heiligtum Beata Vergine della Creta in Castellazzo Bormida

Die erste Dokumentation des Ortsnamens stammt aus dem Jahr 1329 durch die Formen „Castellaccius“, „Castellatius“ und andere ähnliche Formen, deren Bedeutung die Verkleinerungsform von CASTELLUM ist. Sie ist mit ziemlicher Sicherheit römischen Ursprungs und war die Hauptstadt einer lombardischen Grafschaft. 
Im Jahr 1106 wurde es eine freie Gemeinde und unterzeichnete als solche 1145 einen Handelsbündnisvertrag mit Genua. Später ging es, wie durch ein kaiserliches Dekret erklärt, in den Besitz der Markgrafschaft von Monferrato über. Später wurde es den Markgrafen von Bosco zugesprochen, die 1152 seine Unabhängigkeit anerkannten. Etwa vierzig Jahre später fiel es erneut an die Familie Monferrato und 1348 an die Familie Visconti und gelangte Mitte des 15. Jahrhunderts unter die Herrschaft der Familie Sforza. Im gleichen Zeitraum wurde es von Ludovico il Moro umfassend befestigt und erhielt daraufhin den neuen Namen Castellazzo. Mit dem Aussterben der Familie Sforza gelangte es in den Besitz von Karl V., der es dem Marquis del Vasto, Gouverneur von Mailand, belehnte.
Bis 1700 blieb es unter spanischer Herrschaft. Unter der Herrschaft der Herzöge von Anjou und dann der Österreicher ging es in den Besitz der Haus Savoyer über. Mit der Annexion an das zukünftige Königreich Italien wurde seine Grafschaft von Vittorio Amedeo III. unterdrückt. 

## Sehenswürdigkeiten
- Die zwei Türme der alten Mauern.
- Das Schloss, das den Spinolas gehörte.
- Die Kirche San Martino im romanisch-gotischen Stil.
- Die Kirche Trinità da Lungi aus dem Jahr 1100, die mitten im Grünen liegt.
- Die barocke Kirche San Carlo.
- Das Heiligtum der Madonna della Creta oder das Heiligtum der Grazien, besser bekannt als die Madonna der Motorradfahrer, ihrer Beschützerin.

## Persönlichkeiten
- Carlo Francesco Maria Caselli (1740–1828), Kardinal der römisch-katholischen Kirche
- Giovanni Daneo (1824–1892), Schriftsteller
- Girolamo Prigione (1921–2016), Erzbischof der römisch-katholischen Kirche und Diplomat des Heiligen Stuhls
- Stefano Angeleri (1926–2012), Fußballspieler und -trainer